# Ali Al-Dailami
Ali Al-Dailami   (Sanà, 27 de desembre de 1981) és un polític alemany d'origen iemenita de L'Esquerra que és membre del Bundestag des del 2021.

## Trajectòria
Quan tenia 8 anys, la seva família es va refugiar a Alemanya. Va assistir a l'escola primària a Sankt Julian, a l'estat de Renània-Palatinat. La seva mare va morir quan ell tenia 12 anys i des de llavors va viure en diversos centres d'acolliment. Al fer 18 anys, Al-Dailami va abandonar l'escola i es va traslladar a Gießen, on es va graduar en una escola nocturna. Va treballar en una cadena de muntatge per a Canon i en un magatzem, entre d'altres feines. Després va formar-se com a cambrer.
Al-Dailami es va unir a L'Esquerra el 2006. El mateix any va cofundar la seva branca juvenil, Linksjugend solid, a Gießen, i es va convertir en el seu portaveu. De 2007 a 2008 va ser membre del consell executiu del partit a Hessen. També va ser portaveu del grup de treball estatal sobre migracions, integració i antiracisme des del 2007 fins al 2012, quan va esdevenir portaveu federal dels mateixos temes. Va ser elegit membre del consell executiu federal de L'Esquerra el 2008, i un dels sis portaveus adjunts el 2018.
Al-Dailami es va presentar a les eleccions federals alemanyes de 2013 per la circumscripció de Gießen, obtenint el 5,1% dels vots. Es va tornar a presentar a les eleccions federals de 2017 i va obtenir el 6,3%. També es va presentar sense èxit a les eleccions al Parlament Europeu de 2019. A les eleccions federals alemanyes de 2021, Al-Dailami va ser el principal candidat de L'Esquerra a Hessen, i segon a la llista del partit a nivell estatal, darrere de Janine Wissler i, finalment, va ser elegit al Bundestag. Va obtenir el 4,0% dels vots a la circumscripció de Gießen.
Durant les eleccions generals xilenes de 2021, va avalar el candidat d'Apruebo Dignidad Gabriel Boric. En una conferència de premsa el 23 d'octubre de 2023, Sahra Wagenknecht va presentar el seu nou partit BSW. Al-Dailami és un dels diputats que es va escindir de L'Esquerra i es va unir al partit de Wagenknecht.